# امیلی (فیلم ۲۰۲۲)
امیلی (انگلیسی: Emily) فیلم زندگی‌نامه‌ای و درام به نویسندگی و کارگردانی فرانسیس اوکانر است که اولین تجربه کارگردانی‌اش را با این فیلم به‌دست‌آورد. این فیلم تصویری خیالی از زندگی نویسنده انگلیسی امیلی برونته با بازی اما مکی را به نمایش می‌گذارد. از دیگر بازیگران فیلم می‌توان به فیون وایتهد، فیون وایتهد، الکساندرا دالینگ، آدریان دونبار و جما جونز اشاره کرد.
امیلی برای اولین بار در جشنواره بین‌المللی فیلم تورنتو ۲۰۲۲ به نمایش درآمد. فیلم سپس در ۱۴ اکتبر ۲۰۲۲ بوسیله برادران وارنر پیکچرز در بریتانیا و سال ۲۰۲۳ توسط بلیکر استریت در آمریکا نمایش داده می‌شود.

## داستان فیلم
فیلم بر رابطه امیلی با ویلیام ویتمن کشیش روستا تمرکز می‌کند؛ در حالی مدرکی از وجود چنین رابطه‌ای موجود نیست.

## نقد
فیلم در سایت راتن تومیتوز با امتیاز ۸۶٪ بر اساس ۳۷ نقد مورد پذیرش منتقدان قرار گرفته‌است.
پیتر بردشاو منتقد گاردین فیلم را «بازیگری زیبا، فیلم‌برداری عاشقانه، پرشور وحرارت و متحوارنه» توصیف کرد.